# Advanta Championships of Philadelphia
L'Advanta Championships of Philadelphia (conosciuto anche come Virginia Slims of Philadelphia) è stato un torneo femminile di tennis che si è disputato a Filadelfia negli USA dal 1971 al 2005. Faceva parte della categoria Tier I dal 1993 al 1995. Poi della Tier II nel 1991 e nel 1992 e dal 1996 al 2005. Si è giocato sul sintetico indoor dal 1991 al 2000 e sul cemento indoor dal 1971 al 1979 e dal 2003 al 2005.

## Albo d'oro

### Singolare
| Data      | Categoria     | Campionessa             | Finalista               | Punteggio     |
| --------- | ------------- | ----------------------- | ----------------------- | ------------- |
| 1971      |               | Rosemary Casals         | Françoise Dürr          | 6–3, 3–6, 6–2 |
| 1972      | Non disputato | Non disputato           | Non disputato           | Non disputato |
| 1973      |               | Margaret Court          | Kerry Harris            | 6–1, 6–0      |
| 1974      |               | Ol'ga Morozova          | Billie Jean King        | 7–6, 6–1      |
| 1975      |               | Virginia Wade           | Chris Evert             | 7–5, 6–4      |
| 1976      |               | Evonne Goolagong Cawley | Chris Evert             | 6–3, 7–6      |
| 1977      |               | Chris Evert (1)         | Martina Navrátilová     | 6–4, 4–6, 6–3 |
| 1978      |               | Chris Evert (2)         | Billie Jean King        | 6–0, 6–4      |
| 1979      |               | Wendy Turnbull          | Virginia Wade           | 5–7, 6–3, 6–2 |
| 1980-1990 | Non disputato | Non disputato           | Non disputato           | Non disputato |
| 1991      | Tier II       | Monica Seles            | Jennifer Capriati       | 7–5, 6–1      |
| 1992      | Tier II       | Steffi Graf (1)         | Arantxa Sánchez Vicario | 6–3, 3–6, 6–1 |
| 1993      | Tier I        | Conchita Martínez       | Steffi Graf             | 6–3, 6–3      |
| 1994      | Tier I        | Anke Huber              | Mary Pierce             | 6–0, 6–7, 7–5 |
| 1995      | Tier I        | Steffi Graf (2)         | Lori McNeil             | 6–1, 4–6, 6–3 |
| 1996      | Tier II       | Jana Novotná            | Steffi Graf             | 6–4, ritirata |
| 1997      | Tier II       | Martina Hingis          | Lindsay Davenport       | 7–5, 6–7, 7–6 |
| 1998      | Tier II       | Steffi Graf (3)         | Lindsay Davenport       | 4–6, 6–3, 6–4 |
| 1999      | Tier II       | Lindsay Davenport (1)   | Martina Hingis          | 6–3, 6–4      |
| 2000      | Tier II       | Lindsay Davenport (2)   | Martina Hingis          | 7–6, 6–4      |
| 2001-2002 | Non disputato | Non disputato           | Non disputato           | Non disputato |
| 2003      | Tier II       | Amélie Mauresmo (1)     | Anastasija Myskina      | 5–7, 6–0, 6–2 |
| 2004      | Tier II       | Amélie Mauresmo (2)     | Vera Zvonarëva          | 3–6, 6–2, 6–2 |
| 2005      | Tier II       | Amélie Mauresmo (3)     | Elena Dement'eva        | 7–5, 2–6, 7–5 |

### Doppio
| Data      | Categoria     | Campionesse                              | Finaliste                                 | Punteggio     |
| --------- | ------------- | ---------------------------------------- | ----------------------------------------- | ------------- |
| 1971      |               | Rosemary Casals (1) Billie Jean King (1) |                                           | walkover      |
| 1972      | Non disputato | Non disputato                            | Non disputato                             | Non disputato |
| 1973      |               | Margaret Court Lesley Hunt (1)           | Françoise Dürr Betty Stöve                | 6–1, 3–6, 6–2 |
| 1974      |               | Rosemary Casals (2) Billie Jean King (2) | Kerry Harris Lesley Hunt                  | 6–3, 7–6      |
| 1975      |               | Evonne Goolagong Cawley Betty Stöve (1)  | Rosemary Casals Billie Jean King          | 4–6, 6–4, 7–6 |
| 1976      |               | Billie Jean King (3) Betty Stöve (2)     | Rosemary Casals Françoise Dürr            | 7–6, 6–4      |
| 1977      |               | Françoise Dürr (1) Virginia Wade (1)     | Martina Navrátilová Betty Stöve           | 6–4, 4–6, 6–4 |
| 1978      |               | Kerry Melville Reid Wendy Turnbull       | Françoise Dürr Virginia Wade              | 6–3, 7–5      |
| 1979      |               | Françoise Dürr (2) Betty Stöve (3)       | Renée Richards Virginia Wade              | 6–4, 6–2      |
| 1980-1990 | Non disputato | Non disputato                            | Non disputato                             | Non disputato |
| 1991      | Tier II       | Jana Novotná Larisa Neiland              | Mary Joe Fernández Zina Garrison          | 6–2, 6–4      |
| 1992      | Tier II       | Gigi Fernández (1) Nataša Zvereva (1)    | Conchita Martínez Mary Pierce             | 6–1, 6–3      |
| 1993      | Tier I        | Katrina Adams Manon Bollegraf            | Conchita Martínez Larisa Neiland          | 6–2, 4–6, 7–6 |
| 1994      | Tier I        | Gigi Fernández (2) Nataša Zvereva (2)    | Gabriela Sabatini Brenda Schultz McCarthy | 4–6, 6–4, 6–2 |
| 1995      | Tier I        | Lori McNeil Helena Suková                | Meredith McGrath Larisa Neiland           | 4–6, 6–3, 6–4 |
| 1996      | Tier II       | Lisa Raymond (1) Rennae Stubbs (1)       | Nicole Arendt Lori McNeil                 | 6–4, 3–6, 6–3 |
| 1997      | Tier II       | Lisa Raymond (2) Rennae Stubbs (2)       | Lindsay Davenport Jana Novotná            | 6–3, 7–5      |
| 1998      | Tier II       | Elena Lichovceva Ai Sugiyama             | Monica Seles Nataša Zvereva               | 7–5, 4–6, 6–2 |
| 1999      | Tier II       | Lisa Raymond (3) Rennae Stubbs (3)       | Chanda Rubin Sandrine Testud              | 6–1, 7–6      |
| 2000      | Tier II       | Martina Hingis Anna Kurnikova            | Lisa Raymond Rennae Stubbs                | 6–2, 7–5      |
| 2001-2002 | Non disputato | Non disputato                            | Non disputato                             | Non disputato |
| 2003      | Tier II       | Martina Navrátilová Lisa Raymond (4)     | Cara Black Rennae Stubbs                  | 6–3, 6–4      |
| 2004      | Tier II       | Alicia Molik Lisa Raymond (5)            | Liezel Huber Corina Morariu               | 7–5, 6–4      |
| 2005      | Tier II       | Cara Black Rennae Stubbs (4)             | Lisa Raymond Samantha Stosur              | 6–4, 7–6      |